# أنظر أيوب
أنظر أيوب صحفي ومؤلف كشميري. وهو مؤسس صحيفة تشيناب تايمز ‏.
وقد ساهم في العديد من المؤسسات الإخبارية مثل الدبلوماسي ومونجاباي والواير (الهند).

## سيرة
بدأت مسيرة أنظر أيوب في مجال الصحافة عندما كان في السادسة عشرة من عمره عام 2015. وفي عام 2017، توقف عن تعليمه بسبب تدهور صحة والدته، ليصبح المعيل الأساسي لعائلته. بدأ الكتابة عن القضايا الإقليمية للمطبوعات المحلية وحصل على تدريب داخلي مع وسائل الإعلام. في يوليو 2017، أسس منفذًا إخباريًا يسمى تشيناب تايمز ‏ في منطقة دودا ‏.
ساهم أنظر في العديد من المؤسسات الإخبارية مثل مجلة الديبلوماسي، مونغاباي، ذي واير، ذي كوينت ‏ والمزيد. اثار المخاوف بشأن قضايا مختلفة في وادي شناب ‏.